# Liste der Baudenkmäler in Betzigau

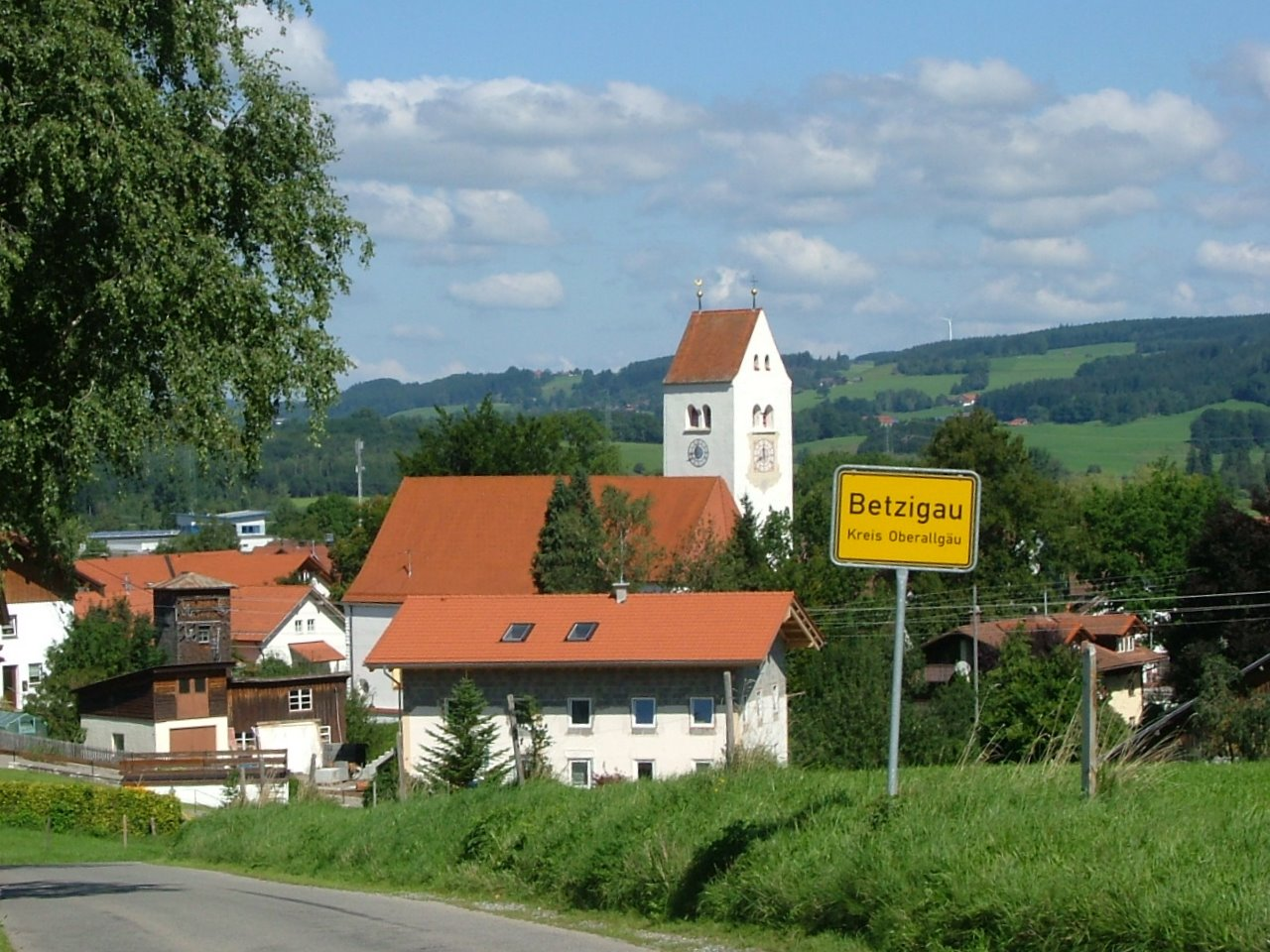
Betzigau

Auf dieser Seite sind die Baudenkmäler in der schwäbischen Gemeinde Betzigau zusammengestellt. Diese Tabelle ist eine Teilliste der Liste der Baudenkmäler in Bayern. Grundlage ist die Bayerische Denkmalliste, die auf Basis des Bayerischen Denkmalschutzgesetzes vom 1. Oktober 1973 erstmals erstellt wurde und seither durch das Bayerische Landesamt für Denkmalpflege geführt wird. Die folgenden Angaben ersetzen nicht die rechtsverbindliche Auskunft der Denkmalschutzbehörde.

## Baudenkmäler nach Ortsteilen

### Betzigau
| Lage                                               | Objekt                           | Beschreibung | Akten-Nr.              | Bild                 |
| -------------------------------------------------- | -------------------------------- | --- | ---------------------- | -------------------- |
| Hauptstraße 16 (Standort)                          | Bauernhaus                       | Zweigeschossiger Mitterstallbau mit Satteldach, Wiederkehr und Wohnteil mit Resten von Fassadenmalerei, 1789, Wirtschaftsteil im Wesentlichen 1899 – um 2018 erneuert | D-7-80-114-19 Wikidata | Bauernhaus           |
| Kirchstraße (neben dem Friedhofeingang) (Standort) | Sühnekreuz                       | Sandstein, bezeichnet „1575“ und „1577“ | D-7-80-114-3 Wikidata  | weitere Bilder       |
| Kirchstraße 1 (Standort)                           | Ehemaliges Pfarrhaus             | Zweigeschossiger Satteldachbau, im Kern 18. Jahrhundert, im 19. Jahrhundert und um 1950/60 verändert                                                                  | D-7-80-114-21 Wikidata | Ehemaliges Pfarrhaus |
| Kirchstraße 4 (Standort)                           | Katholische Pfarrkirche St. Afra | Saalbau mit eingezogenem Chor und nördlichem Satteldachturm, um 1498, Umgestaltung um 1690 und um 1777; mit Ausstattung                                               | D-7-80-114-2 Wikidata  | weitere Bilder       |

### Baltenstein
| Lage                                           | Objekt    | Beschreibung                                                                       | Akten-Nr.             | Bild           |
| ---------------------------------------------- | --------- | ---------------------------------------------------------------------------------- | --------------------- | -------------- |
| südwestlich des Weilers Baltenstein (Standort) | Burgruine | Burgruine Baltenstein, Wall, Graben und Mauerrest des Wohnturms, Haustein, um 1200 | D-7-80-114-4 Wikidata | weitere Bilder |

### Götzen
| Lage                            | Objekt   | Beschreibung         | Akten-Nr.    | Bild           |
| ------------------------------- | -------- | -------------------- | ------------ | -------------- |
| Götzen 2 (am Stadel) (Standort) | Kruzifix | Ende 18. Jahrhundert | D-7-80-114-5 | weitere Bilder |

### Großholz
| Lage                  | Objekt        | Beschreibung                                                | Akten-Nr.             | Bild          |
| --------------------- | ------------- | ----------------------------------------------------------- | --------------------- | ------------- |
| Großholz 2 (Standort) | Christusfigur | Christusfigur, in modernem Bildstock, bezeichnet mit „1788“ | D-7-80-114-6 Wikidata | Christusfigur |

### Hauptmannsgreut
| Lage                          | Objekt                | Beschreibung | Akten-Nr.             | Bild                  |
| ----------------------------- | --------------------- | --- | --------------------- | --------------------- |
| Hauptmannsgreut 15 (Standort) | Ehemaliges Bauernhaus | Zweigeschossiger ehemaliger Mitterstallbau mit flachem Satteldach, im Kern noch 17. Jahrhundert, Wirtschaftsteil zum Teil abgerissen und verändert. | D-7-80-114-7 Wikidata | Ehemaliges Bauernhaus |

### Hochgreut
| Lage                   | Objekt                                     | Beschreibung | Akten-Nr.             | Bild           |
| ---------------------- | ------------------------------------------ | --- | --------------------- | -------------- |
| Hochgreut 7 (Standort) | Katholische Filialkirche Mariä Heimsuchung | Katholische Filialkirche Mariä Heimsuchung, Saalbau mit eingezogenem Chor und östlichem Turm mit Spitzhelm, im Kern wohl 17. Jahrhundert, Erweiterung 1743/44, Chor und Turm durch Michael Traut 1787; mit Ausstattung. | D-7-80-114-8 Wikidata | weitere Bilder |

### Leiterberg
| Lage                     | Objekt                     | Beschreibung | Akten-Nr.              | Bild                       |
| ------------------------ | -------------------------- | --- | ---------------------- | -------------------------- |
| Leiterberg 15 (Standort) | Ehemaliges Bauernhaus      | Zweigeschossiger Mittertennbau mit Satteldach, ursprünglichem Tenntor und darüber Andreaskreuz zwischen Kopfbändern, 1. Hälfte 18. Jahrhundert | D-7-80-114-10 Wikidata | Ehemaliges Bauernhaus      |
| Leiterberg 51 (Standort) | Hausfigur, Kruzifix        | 1. Hälfte 18. Jahrhundert | D-7-80-114-11          | BW                         |
| Leiterberg 70 (Standort) | Ehemaliges Kleinbauernhaus | Zweigeschossiger Fachwerkbau mit Mittertenne, flachem Satteldach, altem Torgerüst und Taustabbüge mit Nasen, 1. Hälfte 18. Jahrhundert         | D-7-80-114-13 Wikidata | Ehemaliges Kleinbauernhaus |

### Möstenberg
| Lage                     | Objekt                               | Beschreibung                                                                | Akten-Nr.              | Bild                                 |
| ------------------------ | ------------------------------------ | --------------------------------------------------------------------------- | ---------------------- | ------------------------------------ |
| In Möstenberg (Standort) | Kapelle St. Magnus und St. Sebastian | Rechteckbau mit dreiseitigem Schluss und Dachreiter, 1689; mit Ausstattung. | D-7-80-114-14 Wikidata | Kapelle St. Magnus und St. Sebastian |

### Schönberg
| Lage                   | Objekt    | Beschreibung | Akten-Nr.              | Bild           |
| ---------------------- | --------- | --- | ---------------------- | -------------- |
| Schönberg 1 (Standort) | Burgruine | Burgruine Schönberg, Teile der Nord-, Süd- und Westmauer des ehemaligen Wohnturms, Bruchstein, wohl 10./11. Jahrhundert | D-7-80-114-15 Wikidata | weitere Bilder |

### Unterhalden
| Lage                      | Objekt          | Beschreibung                                                                                              | Akten-Nr.              | Bild            |
| ------------------------- | --------------- | --- | ---------------------- | --------------- |
| In Unterhalden (Standort) | Schwedenkapelle | Sogenannte Schwedenkapelle mit blauem Sternenhimmel, Rechteckbau mit Satteldach, 1634; bei Haus Nummer 8. | D-7-80-114-18 Wikidata | Schwedenkapelle |

### Winkel
| Lage                                                                                   | Objekt  | Beschreibung                                                | Akten-Nr.              | Bild    |
| -------------------------------------------------------------------------------------- | ------- | ----------------------------------------------------------- | ---------------------- | ------- |
| Auf der Eben (nordöstlich von Winkel, am Waldrand unweit des Bannholzbachs) (Standort) | Kapelle | Rechteckbau mit dreiseitigem Schluss, 1879; mit Ausstattung | D-7-80-114-17 Wikidata | Kapelle |

## Ehemalige Baudenkmäler
In diesem Abschnitt sind Objekte aufgeführt, die früher einmal in der Denkmalliste eingetragen waren, jetzt aber nicht mehr. Objekte, die in anderem Zusammenhang also z. B. als Teil eines Baudenkmals weiter eingetragen sind, sollen hier nicht aufgeführt werden. Aktennummern in diesem Abschnitt sind ehemalige, jetzt nicht mehr gültige Aktennummern.

| Lage                                 | Objekt    | Beschreibung                   | Akten-Nr. | Bild      |
| ------------------------------------ | --------- | ------------------------------ | --------- | --------- |
| Betzigau Kirchstraße 3 (Standort)    | Hausfigur | Heiligenbüste, 18. Jahrhundert |           | Hausfigur |
| Schweikarts Schweikarts 2 (Standort) | Hausfigur | Hl. Michael, 18. Jahrhundert   |           | BW        |